# Iwakabe Hiroya
Hiroya Iwakabe (sinh ngày 17 tháng 5 năm 1994) là một cầu thủ bóng đá người Nhật Bản.

## Sự nghiệp câu lạc bộ
Hiroya Iwakabe đã từng chơi cho YSCC Yokohama.